# Noumea alboannulata
Noumea alboannulata is een zeer zeldzame zeenaaktslak die behoort tot de familie van de Chromodorididae. Deze slak komt voor in de Oost-Chinese Zee, de Indische Oceaan en het westen van de Grote Oceaan, op een diepte van 3 tot 10 meter.
De slak is rood tot roze met 2 opvallende witte lijnen op de rug. De kieuwen en de rinoforen zijn oranje tot maanwit. De mantelrand is vrij dik en beige. Ze wordt, als ze volwassen is, zo'n 3,5 cm lang. Ze voeden zich met sponzen.